# Guisande e Oliveira (São Pedro)
Guisande e Oliveira (São Pedro) (oficialmente: União das Freguesias de Guisande e Oliveira (São Pedro)) é uma freguesia portuguesa do município de Braga, com 4,71 km² de área e 1072 habitantes (censo de 2021). A sua densidade populacional é 227,6 hab./km².

## História
Foi constituída em 2013, no âmbito de uma reforma administrativa nacional, pela agregação das antigas freguesias de Guisande e São Pedro de Oliveira e tem a sede em Guisande.

## Demografia
A população registada nos censos foi:
| Distribuição da População por Grupos Etários | Distribuição da População por Grupos Etários | Distribuição da População por Grupos Etários | Distribuição da População por Grupos Etários | Distribuição da População por Grupos Etários | Distribuição da População por Grupos Etários |
| -------------------------------------------- | -------------------------------------------- | -------------------------------------------- | -------------------------------------------- | -------------------------------------------- | -------------------------------------------- |
| Antes da agregação                           |                                              |                                              |                                              |                                              |                                              |
| Ano                                          | 0-14 anos                                    | 15-24 anos                                   | 25-64 anos                                   | >= 65 anos                                   | Total                                        |
| 2001                                         | 213                                          | 198                                          | 483                                          | 127                                          | 1021                                         |
| 2011                                         | 212                                          | 128                                          | 572                                          | 141                                          | 1053                                         |
| Após a agregação                             |                                              |                                              |                                              |                                              |                                              |
| Ano                                          | 0-14 anos                                    | 15-24 anos                                   | 25-64 anos                                   | >= 65 anos                                   | Total                                        |
| 2021                                         | 146                                          | 154                                          | 601                                          | 171                                          | 1072                                         |